# Podemszczyzna
Podemszczyzna – wieś w Polsce położona w województwie podkarpackim, w powiecie lubaczowskim, w gminie Horyniec-Zdrój. Przez wieś przepływa potok Świdnica, dopływ Sołotwy.
| SIMC    | Nazwa    | Rodzaj     |
| ------- | -------- | ---------- |
| 0602880 | Puchacze | przysiółek |

W Podemszczyźnie znajdowała się cerkiew Opieki Najświętszej Maryi Panny wybudowana na miejscu poprzedniej w 1882. Cerkiew spłonęła w 1944.
20 września 1939 w Wielkim Lesie, na zachód od wsi, skapitulowała polska 6 Dywizja Piechoty (II RP).
W latach 1975–1998 miejscowość administracyjnie należała do województwa przemyskiego (zob. podział administracyjny Polski 1975-1998).
Wierni Kościoła rzymskokatolickiego należą do parafii Niepokalanego Poczęcia Najświętszej Maryi Panny w Horyńcu-Zdroju.